# Бойко, Геннадий Григорьевич
Генна́дий Григо́рьевич Бо́йко (24 января 1935, Ленинград, СССР — 27 октября 2021, Санкт-Петербург, Россия) — советский и российский певец (баритон). Народный артист Российской Федерации (2006). Солист Ленинградского Государственного Мюзик-холла.

## Биография
Родился в Ленинграде 24 января 1935 года.
Детство пришлось на тяжёлые военные годы. Во время войны с мамой был эвакуирован в Свердловск, где они прожили вплоть до 1944 года, до дня снятия Блокады Ленинграда, после чего вернулись в родной город. Учился в мужской средней школе № 373 Московского района. С третьего класса начал посещать Дом пионеров и школьников Московского района, где занимался по классу фортепиано. Затем перешёл в городской Дворец пионеров на Невском проспекте.
После получения музыкального вокального образования у педагога Бориса Осиповича Гефта, солиста Малого оперного театра, стал работать в Ленинградском государственном мюзик-холле солистом. Каждый год в составе Мюзик-холла ездил в Москву где выступал в ГЦКЗ «Россия».
Много выступал с гастролями в городах СССР и зарубежных странах, в том числе в Европе и Южной Америке. Выступал в Китае. Когда в Шанхае певец запел песню «Подмосковные вечера», многотысячный зал встал.
Обладатель красивого баритона, активно выступал на советской эстраде в 1960—1970-х годах.
В 1976 году на конкурсе в Сопоте стал лауреатом.
В 1976 году на фирме грамзаписи «Мелодия» вышла пластинка «Поёт Геннадий Бойко».
В постперестроечное время Геннадий Бойко работал солистом «Петербург-концерта». Постоянно выступал в концертных программах, проводил творческие вечера, записывался на радио. В 2004 году стал лауреатом IV Международного конкурса старинного русского романса имени Изабеллы Юрьевой.
Выступал с эстрадно-симфоническим оркестром под управлением Станислава Горковенко.
В репертуаре исполнителя были русские народные композиции, старинные романсы, сочинения русских композиторов, песни современных авторов. Геннадий Бойко тесно сотрудничал со многими композиторами и поэтами, которые специально для него писали различные лирические песни.
Народный артист Российской Федерации (1 августа 2006) .
Активно занимался общественной деятельностью. Являлся почётным председателем музыкального фестиваля Адмиралтейского района Санкт-Петербурга «Нева-Десант», который проводится среди молодых исполнителей.
Геннадий Бойко является первым исполнителем нетленного шлягера Анатолия Днепрова «Радовать».
В последние годы жизни Геннадий Бойко страдал артериальным стенозом. С 2018 года не выступал и не выходил из дома.
Умер 27 октября 2021 года в Санкт-Петербурге. Похоронен на Богословском кладбище в Санкт-Петербурге.

## Награды и звания
- 1979 — Лауреат конкурса в Сопоте.
- 1996 — «Заслуженный артист Российской Федерации».
- 2004 — Лауреат 4-го Международного конкурса старинного русского романса имени Изабеллы Юрьевой и Царскосельской художественной премии.
- 2006 — «Народный артист Российской Федерации».